# Léon Froidevaux
Léon Froidevaux (* 5. Februar 1876 in Saignelégier; † 15. September 1931 in Courtételle) war ein Schweizer Journalist und Musiker. Während des Ersten Weltkriegs war er wegen kritischer Artikel mehrmals von der behördlichen Pressezensur betroffen.

## Biografie
Er war der Sohn von Regierungsstatthalter Julien Froidevaux und von Louise Monnet. Nach der obligatorischen Schule absolvierte er von 1891 bis 1895 das Lehrerseminar in Porrentruy und das Konservatorium in Basel. Anschliessend arbeitete er in Moutier als Primarlehrer. 1902 übernahm er die Redaktion der Lokalzeitung Feuille d’avis du Jura (ab 1903 Le Petit Jurassien genannt). Neben seiner journalistischen Tätigkeit trat er auch als Musiker und Komponist in Erscheinung. Er leitete verschiedene Musikgesellschaften und Gesangvereine, die er zu einem Bezirksverband zusammenfasste. Ausserdem war er Mitbegründer des jurassischen Pressevereins und des Verbandes der Buchdruckermeister des Jura.
Als Reaktion auf Germanisierungstendenzen forderte er ab 1913 in mehreren Artikeln die Trennung des Jura vom Kanton Bern. Im Februar 1914 verfügte der Bundesrat ein zweimonatiges Publikationsverbot für Le Petit Jurassien, da Froidevaux wiederholt die Neutralität der Schweiz kritisiert hatte. Er umging dieses Verbot, indem er die Zeitung zunächst ohne Namen veröffentlichte, dann als Le Petit Rauracien und Le Drapeau Jurassien. Im Dezember 1914 berichtete er vom Überflug eines fremden Flugzeugs über der Ajoie und dessen Beschuss durch die Schweizer Armee. Er musste zwei Monate später vor dem Militärstrafgericht erscheinen, wurde von diesem aber freigesprochen. 1915 verstärkte Froidevaux seine separatistische Polemik und schrieb, dass der Jura «das Elsass-Lothringen der Berner» sei. Das Militärstrafgericht verurteilte ihn deswegen Ende März zu 14 Tagen Gefängnis und einem zweimonatigen Publikationsverbot.
Rund ein halbes Jahr nach der Haftentlassung veröffentlichte Froidevaux das Pamphlet Mes quatorze jours de prison («Meine vierzehn Tage im Gefängnis»), das sich in der Folge zu einem politischen Manifest der jurassischen Separatisten entwickelte. Im März 1916 prangerte er die Deutschfreundlichkeit der höheren Armeeoffiziere an (eine in der Romandie weit verbreitete Ansicht). Ebenso kritisierte er, dass die Soldaten der Felddivision 2 keine Patronen erhalten hatten, obwohl sie die Grenze bewachen sollten. Daraufhin verurteilte ihn das Militärstrafgericht wegen antimilitaristischer Aufwiegelung zu 13 Monaten Gefängnis. Nach einer politischen Intervention von Grossrat Édouard Choulat kam er im Juli 1916 vorzeitig frei. Der Herausgeber des Petit Jurassien entliess Froidevaux, worauf dieser nach Genf zog, um dort Redaktor bei der Zeitung Le Document zu werden. Eine feste Anstellung erhielt er jedoch nie mehr.
1943 veröffentlichte der Historiker Paul-Otto Bessire die Biografie Léon Froidevaux 1876–1931. Le musicien et le journaliste. 2012 beschloss die Stadt Moutier, eine Strasse nach Froidevaux zu benennen.